# فينول
الفينول أو  الفنيك أو حامض الكربوليك هو مركب صلب بلوري عديم اللون ذو رائحة قاريّة لطيفة، وغالبًا ما يشار إليها برائحة المشافي. صيغته الكيميائية المجملة C6H6O، والتي يمكن أن تكتب بالشكل المفصل C6H5OH. وبنيته عبارة عن زمرة الهيدروكسيل مرتبطة بحلقة فينيل،  فهو مركب عطري.

## الفينولات
تستخدم كلمة الفينول أيضا للإشارة إلى أي مركب يحتوي على حلقة عطرية ذات ست عناصر، مرتبطة مباشرة إلى زمرة الهيدروكسيل (-OH). في الواقع، تعتبر الفينولات فئة من المركبات العضوية التي تحتوي الفينول كعضو أساسي.

## الخواص

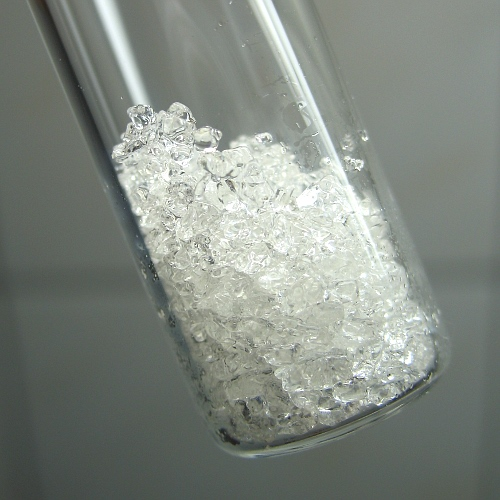
عينة من الفينول

الفينول محدود الذوبان في الماء (8.3 غ/100مل). وهو حامضي بعض الشيء. ولجزيء الفينول ميل ضعيف لفقد شاردة H+ من زمرة الهيدروكسيل، معطيًا شادرة الفينوكسيد العالية الذوبان في الماء C6H5O−. بالمقارنة مع الكحول الأليفاتي، يظهر الفينول حموضة أعلى من الكحول بكثير، بل ويتفاعل مع محلول NaOH ليفقد H+، في حين أن الكحول الأليفاتي لا يتفاعل. إحدى التفسيرات لزيادة الحموضة هي استقرار الرنين  لأنيون الفينوكسيد في الحلقة العطرية. وبهذه الطريقة، الشحنة السلبية على الأكسجين تتقاسمها ذرات الكربون الأرثو والنظيرة . بتفسير آخر، زيادة الحموضة هي نتيجة لتداخل المدارات بين زوج الأكسجين الوحيد والنظام العطري. درجة الحرارة الحرجة الخاصة بمحلول الفينول والماء هي 66.8°م.

## التحضير
يحضر من تفاعل ثلاثي بروميد البرون مع الأنيسول
{\displaystyle {\ce {3C7H8O + BBr3 ->[{Heat}][{H2O}] 3C6H5OH + CH3Br}}}
يحضر من تفاعل حمض الكبريتيك المخفف مع هيدروبيروكسيد الكومين
{\displaystyle {\ce {C6H5C(CH3)2OOH ->[{dil H2SO4}] C6H5OH}}}

## محاذير التعامل مع المركب
من أشهر خصائص الفينول أنه مادة سامة وآكالة ولذلك لابد من ارتداء اللباس الواقي أثناء الاستخدام والحرص الشديد على عدم اللمس والاستنشاق نظرا لخطورته الشديدة على الجلد والجهاز التنفسي والعيون والتعرض لتركيز عالي منه يسبب حروقا خطيرة. كما تستخدم مادة الفينول في الحد من انتشار نيماتودا تعقد الجذور في زراعات الموز.

## اقرأ أيضا
- بوليفينول